# Atomosia appendiculata
Atomosia appendiculata är en tvåvingeart som beskrevs av Macquart 1846. Atomosia appendiculata ingår i släktet Atomosia och familjen rovflugor.
Artens utbredningsområde är Franska Guyana. Inga underarter finns listade i Catalogue of Life.